# رود یانا
 رود یانا رودی است به Yana Bay می‌ریزد. این رود از کشور روسیه می‌گذرد.